# Jonah Bobo
Jonah Bobo (* 24. Januar 1997 in New York City, New York) ist ein ehemaliger US-amerikanischer Kinderdarsteller und Schauspieler, bekannt durch seine Rolle im Film Zathura – Ein Abenteuer im Weltraum.

## Leben und Karriere
Der Sohn von Denise Raimi und Scot Raimi erlangte erste Bekanntheit in Filmen wie The Best Thief in the World und Spurensuche – Umwege zur Wahrheit. Es folgte eine Hauptrolle im Abenteuerfilm Zathura – Ein Abenteuer im Weltraum als der Bruder von Josh Hutchersons Figur, wofür er 2006 erstmals für einen Young Artist Award, in der Kategorie Bester Schauspieler in einem Spielfilm – zehn Jahre oder jünger, nominiert wurde. 2006 hatte er eine Synchronrolle als Fuchs Cap in der Cap und Capper-Fortsetzung Cap und Capper 2 – Hier spielt die Musik inne. Nach einem Jahr Pause spielte er 2008 in der Filmkomödie Choke – Der Simulant die Rolle des jungen Victor. Im Jahr 2009 beendet er seine Aufgabe als Synchronsprecher des schüchternen, einfallsreichen Kängurus namens Austin, welche er seit dem Serienstart im Jahr 2004 übernommen hatte. Ebenfalls im Jahr 2009 absolvierte Bobo jeweils einen Gastauftritt in den Fernsehserien 30 Rock und Royal Pains. Im Jahr 2011 war er zusammen mit Steve Carell, Ryan Gosling und Emma Stone in der Filmkomödie Crazy, Stupid, Love. zu sehen. Dafür bekam er bei den Young Artist Awards 2012 seine zweite Nominierung, dieses Mal aber in der Kategorie Bester Nebendarsteller in einem Spielfilm.

## Filmografie (Auswahl)
- 2004: The Best Thief in the World
- 2004: Spurensuche – Umwege zur Wahrheit (Around the Bend)
- 2004–2009: Backyardigans – Die Hinterhofzwerge (Backyardigans, Fernsehserie)
- 2005: Zathura – Ein Abenteuer im Weltraum (Zathura)
- 2006: Cap und Capper 2 – Hier spielt die Musik (The Fox and the Hound 2, Stimme)
- 2008: Choke – Der Simulant (Choke)
- 2009: 30 Rock (Fernsehserie, Episode 3x18)
- 2009: Royal Pains (Fernsehserie, Episode 1x05)
- 2011: Crazy, Stupid, Love.
- 2012: Disconnect